# Rouvroy (Pas-de-Calais)
Pour les articles homonymes, voir Rouvroy.
Rouvroy est une commune française située dans le département du Pas-de-Calais en région Hauts-de-France. Ses habitants sont appelés les Rouvroysiens. La commune est membre de la communauté d'agglomération Hénin-Carvin.
La commune de Rouvroy (nom officiel depuis 1801), située dans le sud-est du département du Pas-de-Calais, à 7 km, à vol d'oiseau, au sud-est de la commune de Lens, est une commune du bassin minier du Nord-Pas-de-Calais. C’est une commune de type grand centre urbain, appartenant à l’unité urbaine de Douai-Lens, avec une population de 8 675 habitants au dernier recensement de 2022, elle a connu un pic de population en 1931 avec 10 224 habitants. L'histoire de la commune est étroitement liée à l'exploitation du charbon de 1894 à 1955 avec la fosse no 2 des mines de Drocourt.
Depuis 2012, la valeur universelle et historique du bassin minier du Nord-Pas-de-Calais est reconnue et inscrite sur la liste du patrimoine mondial de l’UNESCO, parmi les 353 sites du bassin minier, un site inscrit se trouve dans la commune.
Quatre monuments de la commune font l’objet d’une inscription au titre des monuments historiques : l'église Saint-Louis, le presbytère français de l'église Saint-Louis de la cité Nouméa, le presbytère polonais de l'église Saint-Louis de la cité Nouméa et l'ancienne école de filles de la cité Nouméa.
À la suite de la Première Guerre mondiale, la commune est décorée de la croix de guerre 1914-1918.

## Géographie

### Localisation
Localisée dans le sud-est du département du Pas-de-Calais, Rouvroy se situe, à vol d'oiseau, à 7 km au sud-est de Lens (aire d'attraction et chef-lieu d'arrondissement), à 12 km à l'ouest de Douai et à 14 km au nord d'Arras.
Le territoire de la commune est limitrophe de ceux de six communes.
Les communes limitrophes sont Billy-Montigny, Acheville, Bois-Bernard, Drocourt, Hénin-Beaumont et Méricourt.

### Géologie et relief
La superficie de la commune est de 6,42 km2 ; son altitude varie de 36  à   57 m.

### Hydrographie
La commune est située dans le bassin Artois-Picardie. Elle n'est drainée par aucun cours d'eau,,.

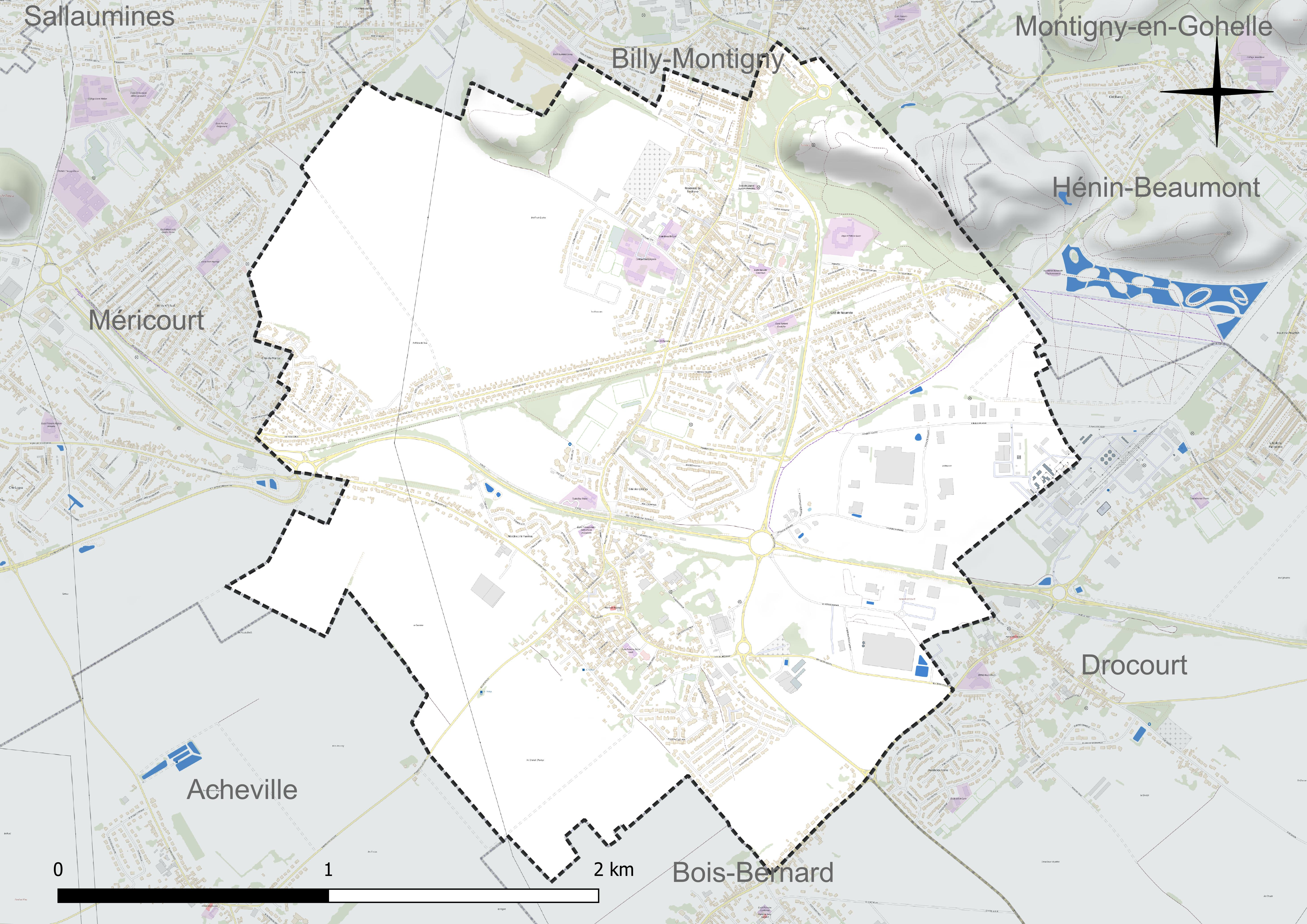
Réseau hydrographique de Rouvroy.

### Climat
Pour des articles plus généraux, voir Climat des Hauts-de-France et Climat du Nord-Pas-de-Calais.
En 2010, le climat de la commune est de type climat océanique dégradé des plaines du Centre et du Nord, selon une étude du Centre national de la recherche scientifique (CNRS) s'appuyant sur une série de données couvrant la période 1971-2000. En 2020, Météo-France publie une typologie des climats de la France métropolitaine dans laquelle la commune est exposée à un climat océanique et est dans la région climatique Nord-est du bassin Parisien, caractérisée par un ensoleillement médiocre, une pluviométrie moyenne régulièrement répartie au cours de l'année et un hiver froid (3 °C).
Pour la période 1971-2000, la température annuelle moyenne est de 10,3 °C, avec une amplitude thermique annuelle de 14,5 °C. Le cumul annuel moyen de précipitations est de 747 mm, avec 12 jours de précipitations en janvier et 8,8 jours en juillet. Pour la période 1991-2020, la température moyenne annuelle observée sur la station météorologique la plus proche, située sur la commune de Douai à 13 km à vol d'oiseau, est de 11,0 °C et le cumul annuel moyen de précipitations est de 729,2 mm,. Pour l'avenir, les paramètres climatiques de la commune estimés pour 2050 selon différents scénarios d'émission de gaz à effet de serre sont consultables sur un site dédié publié par Météo-France en novembre 2022.

### Milieux naturels et biodiversité

#### Zones naturelles d'intérêt écologique, faunistique et floristique
L'inventaire des zones naturelles d'intérêt écologique, faunistique et floristique (ZNIEFF) a pour objectif de réaliser une couverture des zones les plus intéressantes sur le plan écologique, essentiellement dans la perspective d'améliorer la connaissance du patrimoine naturel national et de fournir aux différents décideurs un outil d'aide à la prise en compte de l'environnement dans l'aménagement du territoire.
Le territoire communal comprend deux ZNIEFF de type 1 :
- les terrils 84 et 205 d'Hénin-Beaumont. Ce site, situé au cœur du bassin minier, est situé au carrefour des communes de Billy-Montigny, Rouvroy et Hénin-Beaumont. Il est constitué de deux terrils (84 et 205) reliés par un fossé alimenté par les eaux de ruissellement[11] ;
- le terril 104 - 10 sud de Courrières. Ce terril, de taille réduite, est constitué de schistes rouges et noirs[12].

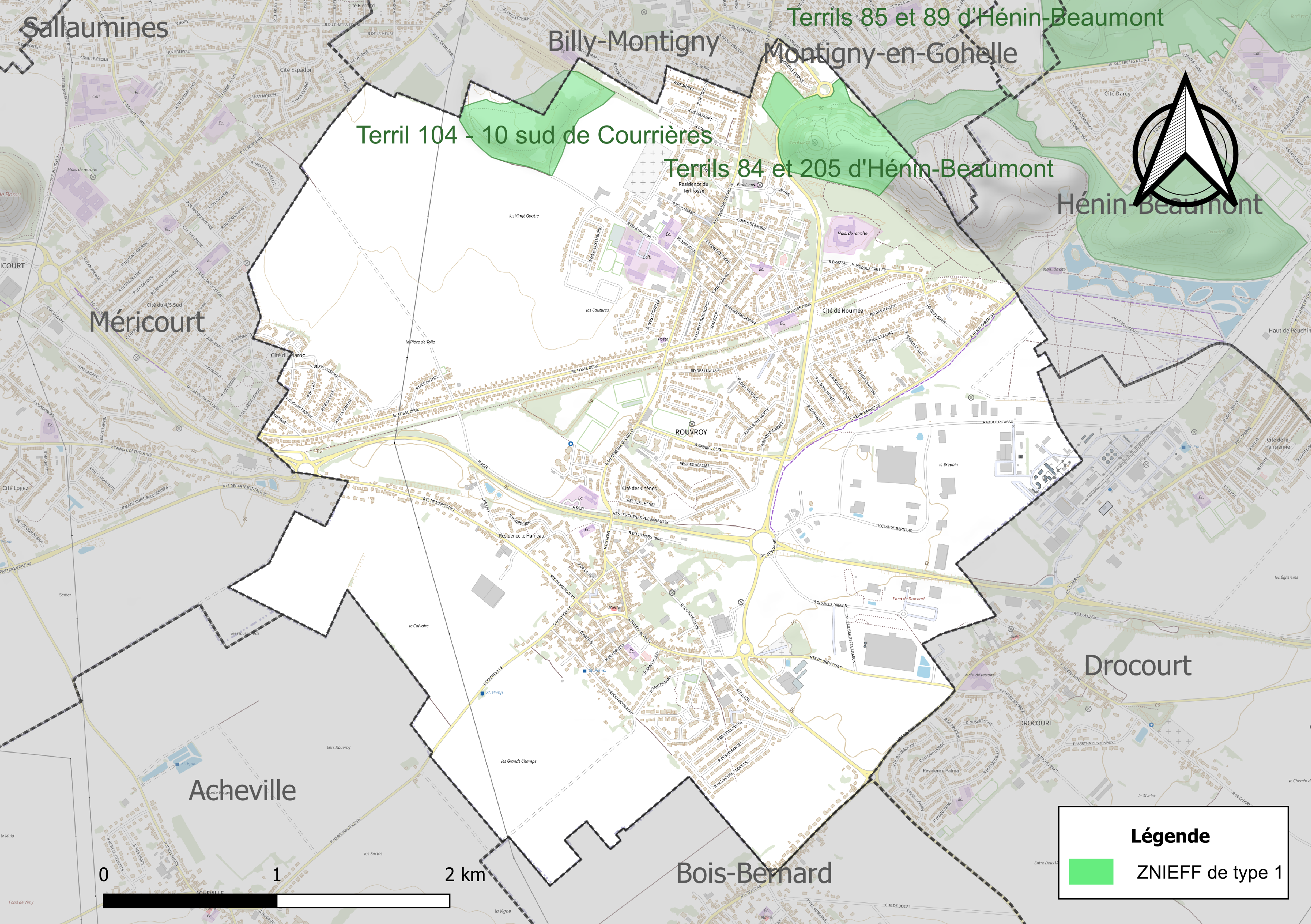
Carte des ZNIEFF sur la commune.

#### Espèces faunistiques et floristiques
L’Inventaire national du patrimoine naturel (INPN) recense plusieurs espèces faunistiques et floristiques sur le territoire de la commune dont certaines sont protégées et d’autres menacées et quasi-menacées.

## Urbanisme

### Typologie
Au 1er janvier 2024, Rouvroy est catégorisée grand centre urbain, selon la nouvelle grille communale de densité à sept niveaux définie par l'Insee en 2022.
Elle appartient à l'unité urbaine de Douai-Lens, une agglomération inter-départementale regroupant 67  communes, dont elle est une commune de la banlieue,,. Par ailleurs la commune fait partie de l'aire d'attraction de Lens - Liévin, dont elle est une commune du pôle principal,. Cette aire, qui regroupe 50 communes, est catégorisée dans les aires de 200 000 à moins de 700 000 habitants,.

### Occupation des sols
L'occupation des sols de la commune, telle qu'elle ressort de la base de données européenne d'occupation biophysique des sols Corine Land Cover (CLC), est marquée par l'importance des territoires artificialisés (55,7 % en 2018), en augmentation par rapport à 1990 (45,8 %). La répartition détaillée en 2018 est la suivante : 
terres arables (44,3 %), zones urbanisées (42,4 %), zones industrielles ou commerciales et réseaux de communication (7,5 %), mines, décharges et chantiers (4,1 %), espaces verts artificialisés, non agricoles (1,7 %). L'évolution de l'occupation des sols de la commune et de ses infrastructures peut être observée sur les différentes représentations cartographiques du territoire : la carte de Cassini (XVIIIe siècle), la carte d'état-major (1820-1866) et les cartes ou photos aériennes de l'IGN pour la période actuelle (1950 à aujourd'hui).

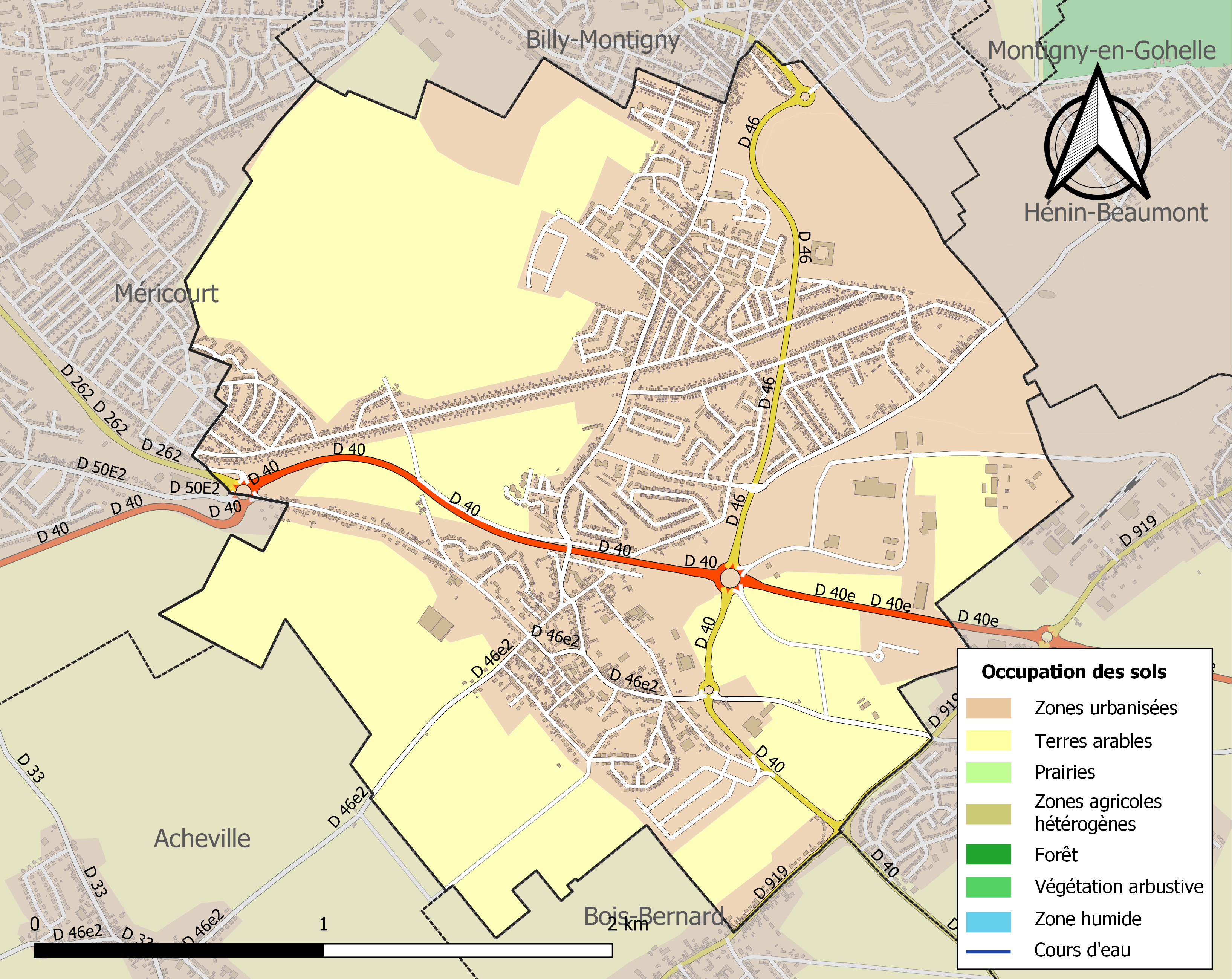
Carte des infrastructures et de l'occupation des sols de la commune en 2018 (CLC).

### Morphologie urbaine
La commune est située en bordure de l'ancien bassin minier et comprend deux parties : la partie sud, chef-lieu de commune, est constituée de l'ancien village : Rouvroy village, et la partie nord créée au XIXe siècle est une ancienne cité minière appelée Rouvroy-Nouméa, classée quartier prioritaire depuis 2015 avec 1 639 habitants en 2020. Ces deux secteurs étaient séparés par une ancienne ligne de chemin de fer, la ligne de Lens à Corbehem, qui a été remplacée par une route se branchant sur l'autoroute A1.

### Logement
En 2021, le nombre total de logements dans la commune était de 3 866, alors qu'il était de 3 696 en 2015 et de 3 604 en 2010
, soit une progression du nombre total de logements de 7,3 % depuis 2010.
Parmi ces 3 866 logements, 94,4 % étaient des résidences principales, (soit 3 650 logements), 0,4 % des résidences secondaires et 5,2 % des logements vacants. Ces logements étaient pour 88,7 % d'entre eux des maisons individuelles et pour 11,2 % des appartements.
Sur les 3 650 résidences principales, 41,1 % sont occupées par des propriétaires,  57,9 % par des locataires et 1,0 % par des personnes logées gratuitement.
Le tableau ci-dessous présente la typologie des logements à Rouvroy en 2021 en comparaison avec celle du Pas-de-Calais et de la France entière. Une caractéristique marquante du parc de logements est ainsi la faible proportion des résidences secondaires et logements occasionnels (0,4 %) par rapport au département (6,5 %) et à la France entière (9,7 %) ainsi que d'une proportion de logements vacants (5,2 %) inférieure à celle du département (7,3 %) et de la France entière (8,1 %).
| Typologie                                               | Rouvroy | Pas-de-Calais | France entière |
| ------------------------------------------------------- | ------- | ------------- | -------------- |
| Résidences principales (en %)                           | 94,4    | 86,1          | 82,2           |
| Résidences secondaires et logements occasionnels (en %) | 0,4     | 6,5           | 9,7            |
| Logements vacants (en %)                                | 5,2     | 7,3           | 8,1            |

### Voies de communication et transports
La commune est situé au carrefour des routes départementales RD 40 et RD 46 et à 5 km de la sortie 16.1 de l'autoroute A1.

## Toponymie
Le nom de la localité est attesté sous les formes Roveroit en 1070 ; Rovroi vers 1113 ; Roveroith en 1119 ; Roveroium de 1154 à 1159 ; Roveroi en 1175 ; Roveroy en 1194 ; Rovroy au XIIe siècle ; Rouvroi en 1278 ; Rouveroi au XIIIe siècle ; Ruvroy en 1429 ; Rouveroy en 1640 ; Rouvroy en 1793 et depuis 1801.

## Histoire
D'après l'historien français Auguste de Loisne : « Rouvroy, en 1789, faisait partie du bailliage de Lens et suivait la coutume d'Artois. Son église paroissiale, diocèse d'Arras, doyenné d'Hénin-Liétard, district de Méricourt, était consacrée à saint Géry ; le chapitre d’Arras présentait à la cure. »

### XIXesiècle
La cité de Nouméa a été fondée au XIXe siècle à proximité de la fosse no 2 des mines de Drocourt , dite fosse de Nouméa dont l'exploitation a commencé en 1891.
En premier lieu des corons ont été construits dont certains subsistent encore, puis des cités minières constituées de pavillons. Ces pavillons ont abrité en grande partie des familles polonaises venues travailler dans les mines.
Cette cité de Nouméa comprenait des écoles des mines, une église, des bâtiments sociaux et médicaux. L'église Saint-Louis est partagée entre une communauté de langue française et une communauté de langue polonaise.

La cité Nouméa
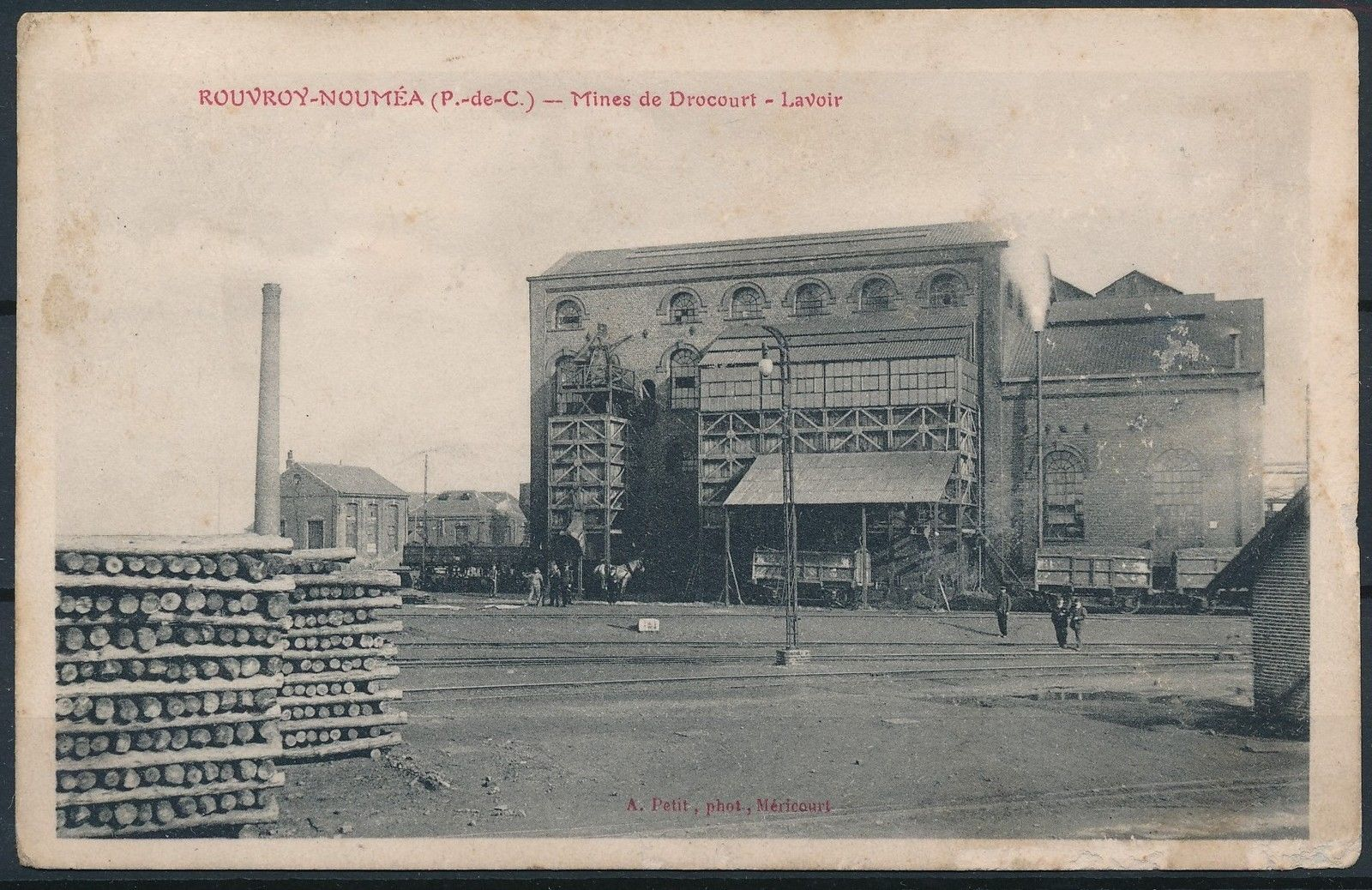
Mines de Drocourt, fosse de Rouvroy-Nouméa, vers 1910.
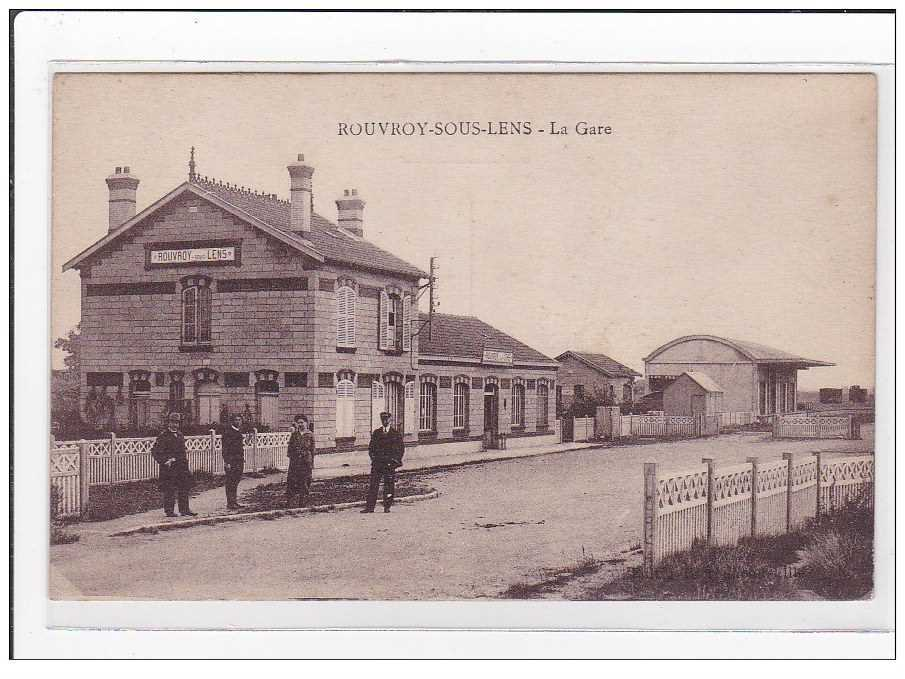
La gare de Rouvroy-sous-Lens vers 1910.
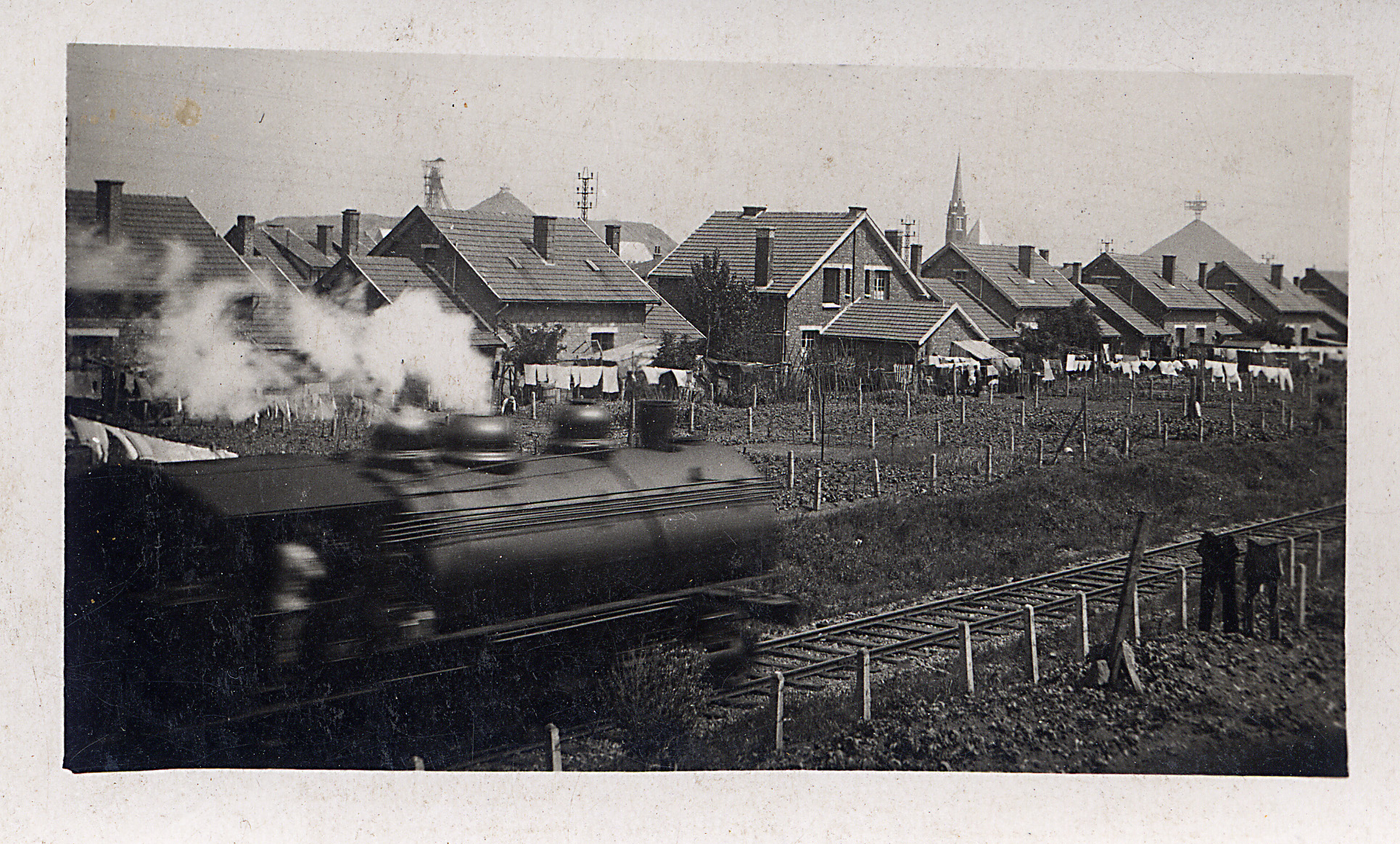
La cité et la voie ferrée, dans les années 1950.

### Première Guerre mondiale
La commune est décorée de la croix de guerre 1914-1918 par décret du 23 septembre 1920, distinction également attribuée à 276 autres communes du Pas-de-Calais.

### Années 1920
La ville de Rouvroy a accueilli, comme de nombreux autres communes du reste du bassin minier régional, des mineurs et leurs familles venus dans le cadre de l'immigration polonaise dans le Nord de la France dans les années 1920.

### Seconde Guerre mondiale
La ville est occupée par l'Allemagne nazie pendant la Seconde Guerre mondiale. C'est alors qu'apparait en janvier 1941, l'organisation clandestine Aigle Blanc qui va rejoindre l'Organisation polonaise de lutte pour l'indépendance, mouvement de résistance polonais.
C'est dans la commune proche de Montigny-en-Gohelle, à la fosse 7 de la Compagnie des mines de Dourges, que la grève patriotique des cent mille mineurs du Nord-Pas-de-Calais en mai-juin 1941 a démarré, avec Émilienne Mopty et Michel Brulé (1912-1942), privant les Allemands de 93 000 tonnes de charbon pendant près de deux semaines. C'est l'un des premiers actes de résistance collective à l'occupation nazie en France et le plus important en nombre, qui se solda par 414 arrestations en trois vagues, la déportation de 270 personnes, 130 mineurs étant par ailleurs fusillés à la Citadelle d'Arras. Après-guerre, la commune est aussi au centre de trois événements nationaux, la bataille du charbon (1945-1947), suivie de la grève des mineurs de 1947 et de celle de 1948.

## Politique et administration

### Découpage territorial
La commune se trouve dans l'arrondissement d'Arras du département du Pas-de-Calais.

#### Commune et intercommunalités
La commune fait partie de la communauté d'agglomération Hénin-Carvin, un établissement public de coopération intercommunale (EPCI) à fiscalité propre créé en 2001 et auquel la commune a transféré un certain nombre de ses compétences, dans les conditions déterminées par le code général des collectivités territoriales. La communauté d'agglomération Hénin-Carvin regroupe 14 communes et totalise 126 840 habitants en 2021.

#### Circonscriptions administratives
La commune faisait partie de 1801 à 1973 du canton de Vimy, année où elle intègre le canton d'Avion  en 1967. En 1973, elle devient le chef-lieu du canton de Rouvroy. Dans le cadre du redécoupage cantonal de 2014 en France, la commune intègre le canton d'Harnes.

#### Circonscriptions électorales
Pour l'élection des députés, la commune fait partie depuis 2012 de la onzième circonscription du Pas-de-Calais.

### Élections municipales et communautaires
La tendance politique majoritaire est basée sur le communisme. Cette ville n'a dans le passé jamais connu d'adversaire politique et les élections municipales se déroulaient toujours à un tour.
Aux élections départementales de décembre 2015, le Front national (FN) a réalisé plus de 59% au premier tour. Aux élections anticipées du 27 novembre 2016 intervenues à la suite de la démission de Jean Haja, la liste portée par le parti communiste français s'est retrouvée face à une liste du Front national. Valérie Cuvillier et la liste « Continuons ensemble l'essor de Rouvroy », du PCF, ont remporté 78,45% des voix, contre 21,55 % des voix pour Thomas Dubois et la liste « Rouvroy bleu marine », du Front National.
Lors du premier tour des élections municipales de 2020 dans le Pas-de-Calais, la liste PCF menée par la maire sortante Valérie Cuvillier obtient la majorité absolue des suffrages exprimés, avec 1 965 voix (73,15 %, 25 conseillers municipaux élus dont 4 communautaires), battant la liste RN menée par Thomas Dubois  (721 voix, 26,84 %, 4 conseillers municipaux élus).
Lors de ce scrutin, marqué par la pandémie de Covid-19 en France, 59,48 % des électeurs se sont abstenus,.

#### Liste des maires

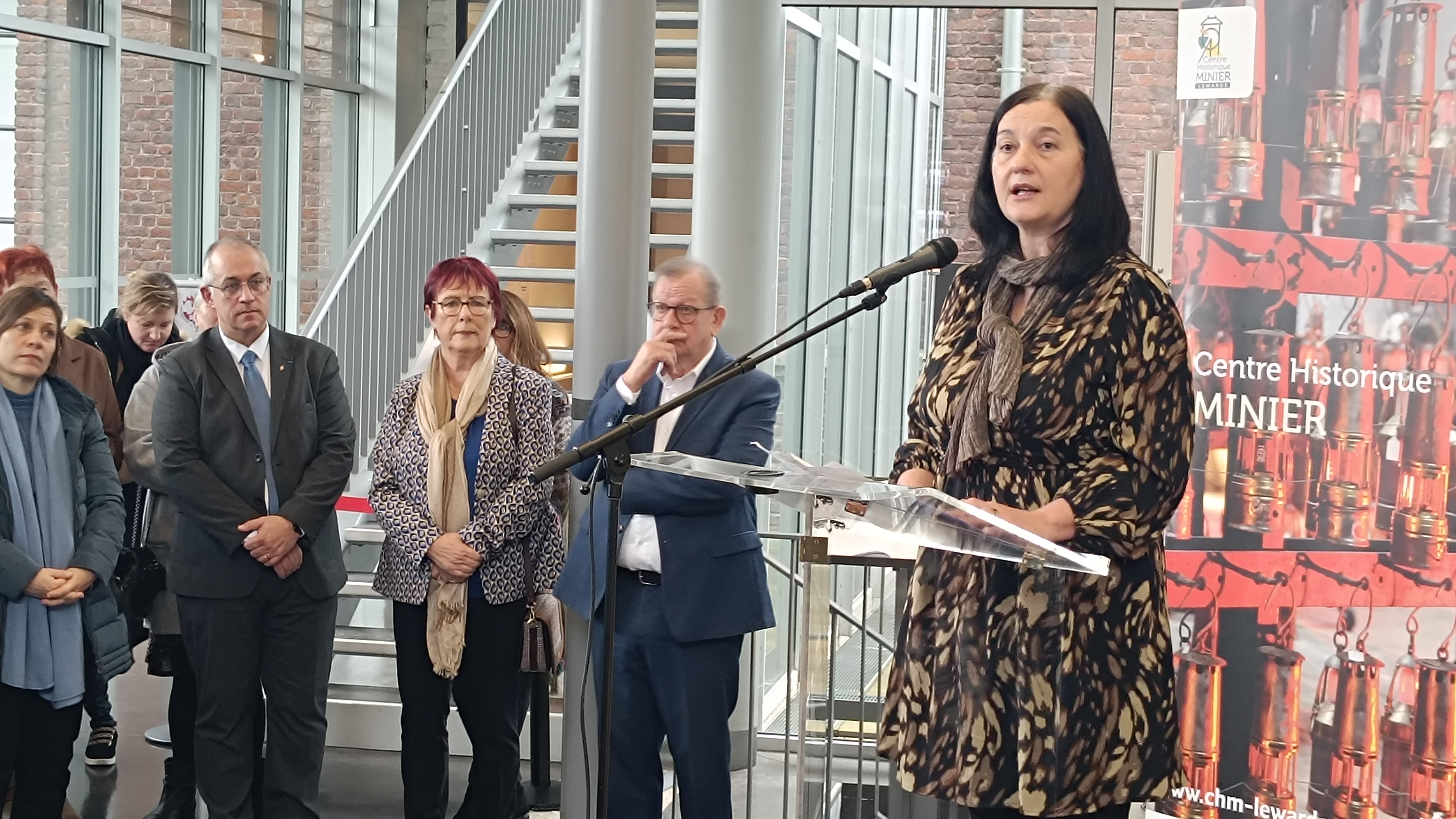
Valérie Cuvillier, maire de Rouvroy et vice-présidente à la culture du Pas-de-Calais intervient au centre historique minier de Lewarde le 3 février 2024.

| Période                                  | Période | Identité               | Étiquette | Qualité    |
| ---------------------------------------- | ------- | ---------------------- | --------- | ---------- |
| Les données manquantes sont à compléter. |         |                        |           |            |
| 1560                                     | 1569    | Franchois de Gavrelle  |           | Lieutenant |
| 1569                                     |         | Michel Thumerelle      |           |            |
| 1761                                     | 1789    | Jean-François Dubrulle |           |            |

| Période        | Période                    | Identité                     | Étiquette | Qualité |
| -------------- | -------------------------- | ---------------------------- | --------- | --- |
| 1789           | 1790                       | André Viseur                 |           | Compteur de dismes |
| 1790           | An III                     | Dubrulle                     |           | |
| An III         | 1820                       | André Viseur                 |           | |
| 1820           | 1836                       | De Baillancourt, dit Courcol |           | |
| 1836           | 1841                       | Jean-Baptiste Sebert         |           | |
| 1841           | 1851                       | François Tamboise            |           | |
| 1851           | 1856                       | Leclecq                      |           | |
| 1856           | 1886                       | Louis Dubrulle               |           | |
| 1886           | 1893                       | Louis Dubrulle               |           | |
| 1893           | 1895                       | Louis Macquart               |           | |
| 1895           | 1929                       | François Tamboise            | Droite    | Agriculteur, brasseur |
| 1929           | 1941                       | Léon Cognard                 | SFIO      | Mineur, délégué mineur |
| 1941           | 1944                       | Constant Duquesnoy           |           | |
| 1944           | 1945                       | Léon Cognard                 | SFIO      | |
| 1945           | 1945                       | Antoni Danel                 |           | |
| mai 1945       | mars 1959                  | Auguste Pidoux               |           | Retraité des mines |
| mars 1959      | mars 1965                  | Omer Bernard                 | PCF       | Mineur puis employé à la sécurité sociale minière |
| mars 1965      | mars 1977                  | Auguste Pidoux               |           | Retraité des mines, maire honoraire |
| mars 1977      | mars 2001                  | Yves Coquelle                | PCF       | Ancien ouvrier carreleur Sénateur du Pas-de-Calais (2001 → 2007) Conseiller régional du Nord-Pas-de-Calais Conseiller général de Rouvroy (1985 → 2001) |
| mars 2001      | octobre 2016               | Jean Haja,                   | PCF       | Professeur de faculté Conseiller régional du Nord-Pas-de-Calais (2010 → 2015) Démissionnaire                                                           |
| novembre 2016, | En cours (au 22 juin 2023) | Valérie Cuvillier            | PCF       | Enseignante Conseillère départementale d'Harnes (2021 → ) Réélue pour le mandat 2020-2026,                                                             |

### Jumelages
La commune est jumelée avec :
| Ville | Ville           | Pays | Pays      | Période     |
| ----- | --------------- | ---- | --------- | ----------- |
|       | Brand-Erbisdorf |      | Allemagne | depuis 1963 |
|       | Libiąż          |      | Pologne   | depuis 1999 |
|       | Myślenice       |      | Pologne   | depuis 1996 |

## Équipements et services publics

### Espaces publics
La commune est labellisée « 2 fleurs » au concours des villes et villages fleuris.

### Enseignement
La commune est située dans l'académie de Lille et dépend, pour les vacances scolaires, de la zone B.
Elle administre trois écoles maternelles : l'école Danièle-Casanova, l'école Elsa-Triolet et l'école Saint-Rochet ainsi que trois écoles élémentaires : l'école Ferry-Brossolette, l'école Raoul-Briquet et l'école Vaillant-Couturier. Le département gère le collège Paul-Langevin.

## Population et société

### Démographie
Les habitants sont appelés les Rouvroysiens.

#### Évolution démographique
L'évolution du nombre d'habitants est connue à travers les recensements de la population effectués dans la commune depuis 1793. Pour les communes de moins de 10 000 habitants, une enquête de recensement portant sur toute la population est réalisée tous les cinq ans, les populations de référence des années intermédiaires étant quant à elles estimées par interpolation ou extrapolation. Pour la commune, le premier recensement exhaustif entrant dans le cadre du nouveau dispositif a été réalisé en 2007.

En 2022, la commune comptait 8 675 habitants, en évolution de −0,26 % par rapport à 2016 (Pas-de-Calais : −0,72 %, France hors Mayotte : +2,11 %).
| 1793 | 1800 | 1806 | 1821 | 1831 | 1836 | 1841 | 1846 | 1851 |
| ---- | ---- | ---- | ---- | ---- | ---- | ---- | ---- | ---- |
| 430  | 481  | 551  | 576  | 570  | 548  | 576  | 587  | 589  |

| 1856 | 1861 | 1866 | 1872 | 1876 | 1881 | 1886 | 1891 | 1896  |
| ---- | ---- | ---- | ---- | ---- | ---- | ---- | ---- | ----- |
| 573  | 564  | 566  | 612  | 608  | 623  | 660  | 769  | 2 717 |

| 1901  | 1906  | 1911  | 1921  | 1926  | 1931   | 1936  | 1946  | 1954  |
| ----- | ----- | ----- | ----- | ----- | ------ | ----- | ----- | ----- |
| 3 881 | 4 352 | 4 679 | 1 931 | 6 124 | 10 224 | 8 709 | 9 458 | 9 630 |

| 1962  | 1968  | 1975  | 1982  | 1990  | 1999  | 2006  | 2007  | 2012  |
| ----- | ----- | ----- | ----- | ----- | ----- | ----- | ----- | ----- |
| 9 653 | 9 780 | 9 262 | 9 608 | 9 208 | 9 077 | 8 925 | 8 905 | 8 617 |

| 2017  | 2022  | - | - | - | - | - | - | - |
| ----- | ----- | - | - | - | - | - | - | - |
| 8 738 | 8 675 | - | - | - | - | - | - | - |

#### Pyramide des âges
En 2018, le taux de personnes d'un âge inférieur à 30 ans s'élève à 38,7 %, soit au-dessus de la moyenne départementale (36,7 %). À l'inverse, le taux de personnes d'âge supérieur à 60 ans est de 22,2 % la même année, alors qu'il est de 24,9 % au niveau départemental.
En 2018, la commune comptait 4 166 hommes pour 4 746 femmes, soit un taux de 53,25 % de femmes, légèrement supérieur au taux départemental (51,50 %).
Les pyramides des âges de la commune et du département s'établissent comme suit.
| Hommes | Classe d’âge | Femmes |
| ------ | ------------ | ------ |
| 0,3    | 90 ou +      | 1,4    |
| 4,8    | 75-89 ans    | 8,6    |
| 13,5   | 60-74 ans    | 15,4   |
| 20,3   | 45-59 ans    | 18,5   |
| 20,5   | 30-44 ans    | 19,1   |
| 18,2   | 15-29 ans    | 16,6   |
| 22,5   | 0-14 ans     | 20,4   |

| Hommes | Classe d’âge | Femmes |
| ------ | ------------ | ------ |
| 0,5    | 90 ou +      | 1,6    |
| 5,6    | 75-89 ans    | 8,9    |
| 16,7   | 60-74 ans    | 18,1   |
| 20,2   | 45-59 ans    | 19,2   |
| 18,9   | 30-44 ans    | 18,1   |
| 18,2   | 15-29 ans    | 16,2   |
| 19,9   | 0-14 ans     | 17,9   |

### Sports et loisirs
La commune est traversée par le sentier de grande randonnée de pays (GRP) du Bassin minier du Nord-Pas-de-Calais.

### Culte
Rouvroy dispose de deux églises catholiques dépendant du diocèse d'Arras et de la paroisse Saint-Joseph-en-Haute-Deûle (doyenné d'Hénin-Carvin), l'église Saint-Géry dans le centre-ville, et l'église Saint-Louis pour l'ancienne cité minière (inscrite aux monuments historiques), ainsi que d'un petit oratoire, la chapelle Saint-Roch-Sainte-Anne.

## Économie

### Revenus de la population et fiscalité
En 2021, la commune compte 3 457 ménages fiscaux, regroupant 8 198 personnes.
Le revenu fiscal médian par ménage, le taux de pauvreté des ménages et la part des ménages fiscaux imposés de la commune, du département du Pas-de-Calais et de la métropole sont les suivants :
- le revenu fiscal médian par ménage de la commune est de 18 100 €, inférieur à celui du département du Pas-de-Calais (20 720 €) et inférieur à celui de la France métropolitaine (23 080 €)[Insee 13],[Insee 14],[Insee 15] ;
- le taux de pauvreté des ménages de la commune est de 27 %, de 18,4 % au niveau du département et de 14,9 % au niveau de la métropole[Insee 16],[Insee 17],[Insee 18] ;
- la part des ménages fiscaux imposés dans la commune est de 33 %, de 44,1 % au niveau du département et de 53,4 % au niveau de la métropole[Insee 13],[Insee 14],[Insee 15].

### Emploi
|                       | 2010   | 2015   | 2021   |
| --------------------- | ------ | ------ | ------ |
| Commune               | 23,6 % | 22,2 % | 17,2 % |
| Département           | 11,3 % | 13,7 % | 11,2 % |
| France métropolitaine | 11,6 % | 13,7 % | 11,7 % |

En 2021, la population âgée de 15 à 64 ans s'élève à 5 481 personnes, parmi lesquelles on compte 67,6 % d'actifs (56,0 % ayant un emploi et 11,6 % de chômeurs) et 32,4 % d'inactifs,. En 2021, le taux de chômage communal (au sens du recensement) des 15-64 ans est supérieur à celui du département et supérieur à celui de la France métropolitaine.
La commune fait partie du pôle principal de l'aire d'attraction de Lens - Liévin,. Elle compte 2 199 emplois en 2021, contre 1 962 en 2015 et 1 428 en 2010. Le nombre d'actifs ayant un emploi résidant dans la commune est de 3 098, soit un indicateur de concentration d'emploi de 71,0 et un taux d'activité parmi les 15 ans ou plus de 53,4 %.
Sur ces 3 098 actifs de 15 ans ou plus ayant un emploi, 526 travaillent dans la commune, soit 17,0 % des habitants. Pour se rendre au travail, 85,8 % des habitants utilisent une voiture, un camion ou une fourgonnette, 5,2 % les transports en commun, 6,8 % s'y rendent en deux-roues motorisé, à vélo ou à pied et 2,2 % n'ont pas besoin de transport (travail au domicile).

### Entreprises et commerces

#### Activités hors agriculture
358 établissements marchands non agricoles sont économiquement actifs en 2022 à Rouvroy,,.
| Secteur d'activité                                                                                        | Commune | Commune | Département |
| Secteur d'activité                                                                                        | Nombre  | %       | %           |
| --- | ------- | ------- | ----------- |
| Ensemble                                                                                                  | 358     | 100 %   | (100 %)     |
| Industrie manufacturière, industries extractives et autres                                                | 18      | 5,0 %   | (5,3 %)     |
| Construction                                                                                              | 53      | 14,8 %  | (11,7 %)    |
| Commerce de gros et de détail, transports, hébergement et restauration                                    | 86      | 24,0 %  | (22,5 %)    |
| Information et communication                                                                              | 11      | 3,1 %   | (3,6 %)     |
| Activités financières et d'assurance                                                                      | 11      | 3,1 %   | (5,3 %)     |
| Activités immobilières                                                                                    | 6       | 1,7 %   | (5,7 %)     |
| Activités spécialisées, scientifiques et techniques et activités de services administratifs et de soutien | 47      | 13,1 %  | (20,2 %)    |
| Administration publique, enseignement, santé humaine et action sociale                                    | 83      | 23,2 %  | (15,8 %)    |
| Autres activités de services                                                                              | 43      | 12,0 %  | (9,9 %)     |

Le secteur du commerce de gros et de détail, transports, hébergement et restauration est prépondérant sur la commune puisqu'il représente 24,0 % du nombre total d'établissements de la commune (86 sur les 358 entreprises implantées  à Rouvroy), contre 22,5 % au niveau départemental, à l'inverse le secteur des activités spécialisées, scientifiques et techniques et activités de services administratifs et de soutien avec 13,1% du nombre total d'établissements de la commune est inférieur à celui du département (20,2%).

#### Agriculture
La commune est dans l'« Artois », une petite région agricole dans le département du Pas-de-Calais. En 2020, l'orientation technico-économique de l'agriculture  sur la commune est l'exploitation de grandes cultures (hors céréales et oléo-protéagineux). 
|               | 1988 | 2000 | 2010 | 2020 |
| ------------- | ---- | ---- | ---- | ---- |
| Exploitations | 12   | 5    | 2    | 2    |
| SAU (ha)      | 321  | 326  | 114  | 113  |

Le nombre d'exploitations agricoles en activité et ayant leur siège dans la commune est passé de 12 lors du recensement agricole de 1988  à 5 en 2000 puis à 2 en 2010 et enfin à 2 en 2020, soit une baisse de 83 %. La surface agricole utilisée sur la commune a également diminué, passant de 321 ha en 1988 à 113 ha en 2020. Parallèlement la surface agricole utilisée moyenne par exploitation a augmenté, passant de 27 à 57 ha,.

## Culture locale et patrimoine

### Lieux et monuments

#### Patrimoine mondial de l'UNESCO
- La cité Nouméa ainsi que tous les édifices inscrits aux monuments historiques du site no 48 sont inscrits au patrimoine mondial de l'UNESCO au titre du bassin minier du Nord-Pas-de-Calais, le 30 juin 2012[50].

#### Monuments historiques
- L'église Saint-Louis est inscrite aux monuments historiques par arrêté du 9 octobre 2009[51].
- Le presbytère français de l'église Saint-Louis de la cité Nouméa des Mines de Drocourt est inscrit par arrêté du 12 janvier 2010[52].
- Le presbytère polonais de l'église Saint-Louis de la cité Nouméa des Mines de Drocourt est inscrit par arrêté du 25 novembre 2009[53].
- L'ancienne école de filles de la cité Nouméa des mines de Drocourt est inscrite par arrêté du 22 septembre 2010[54].

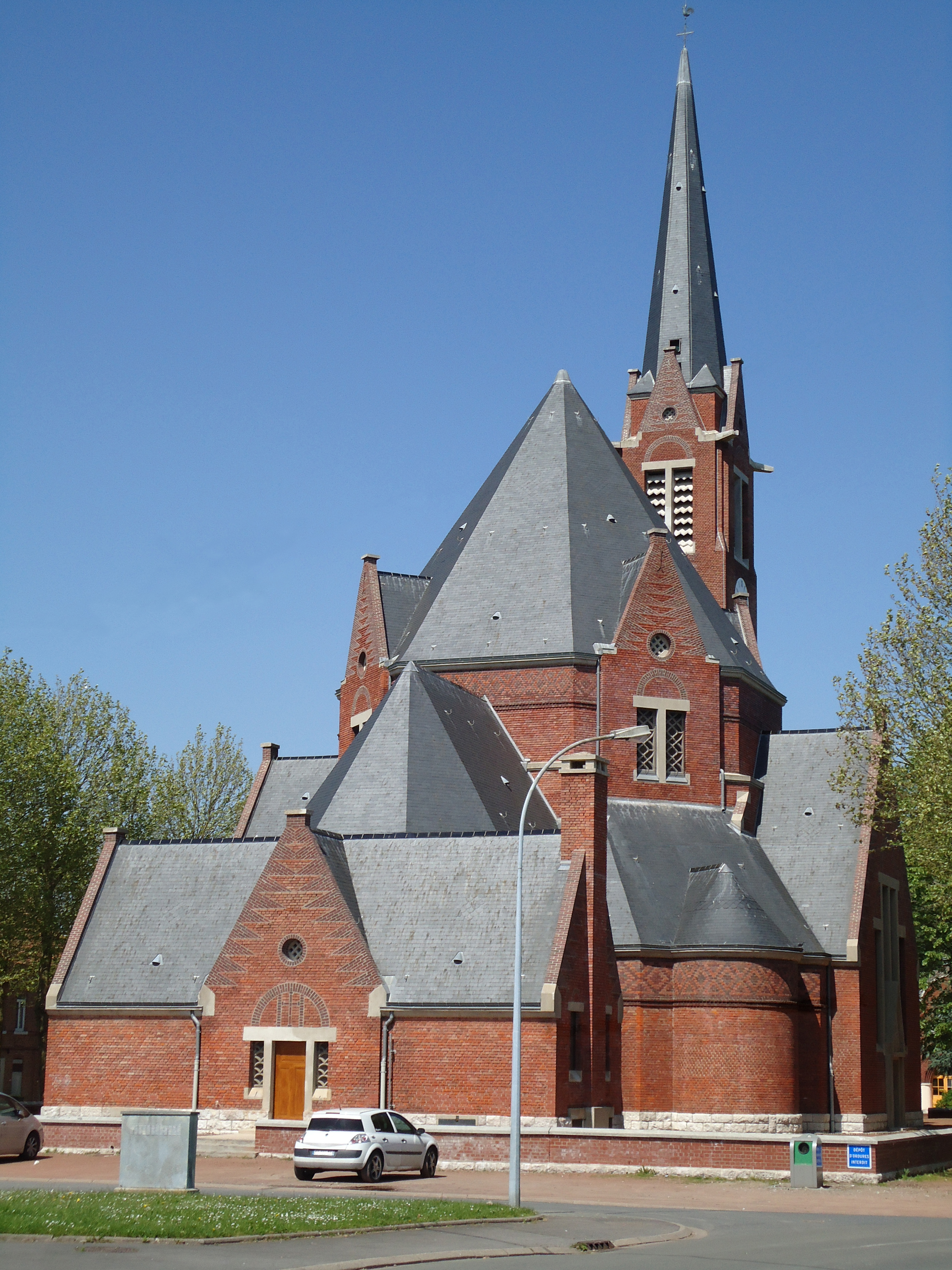
L'église Saint-Louis.
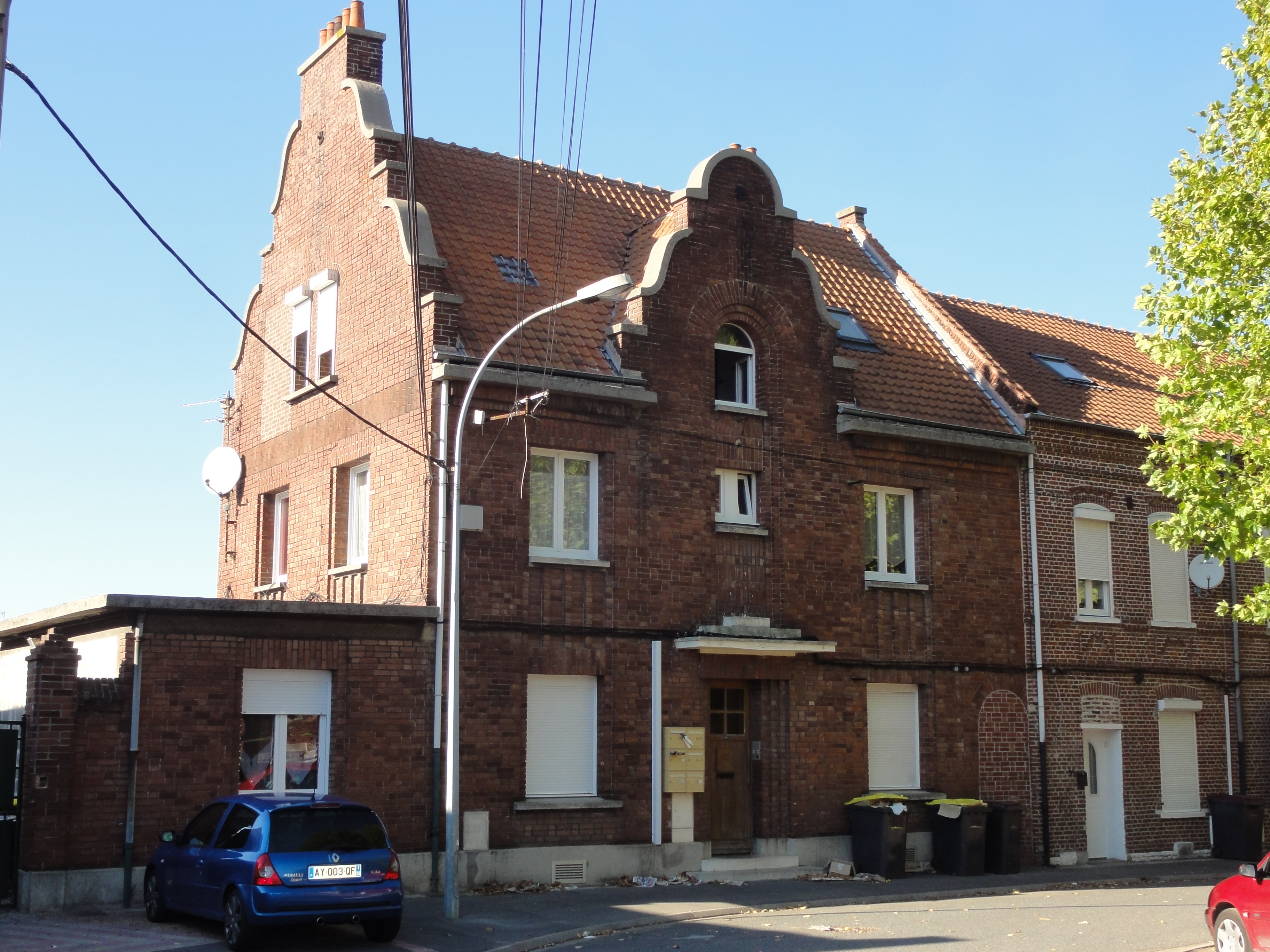
Le presbytère français.
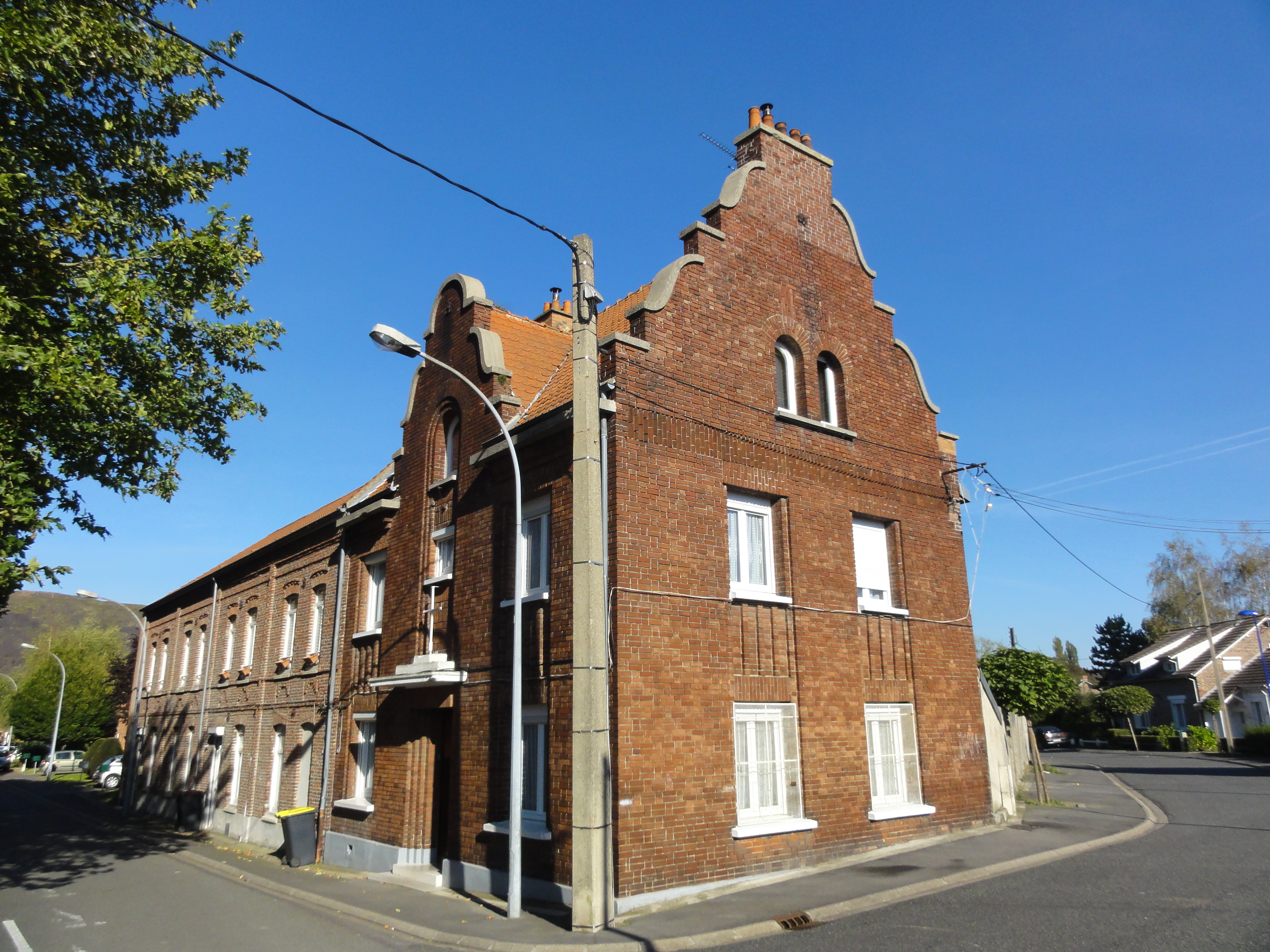
Le presbytère polonais.
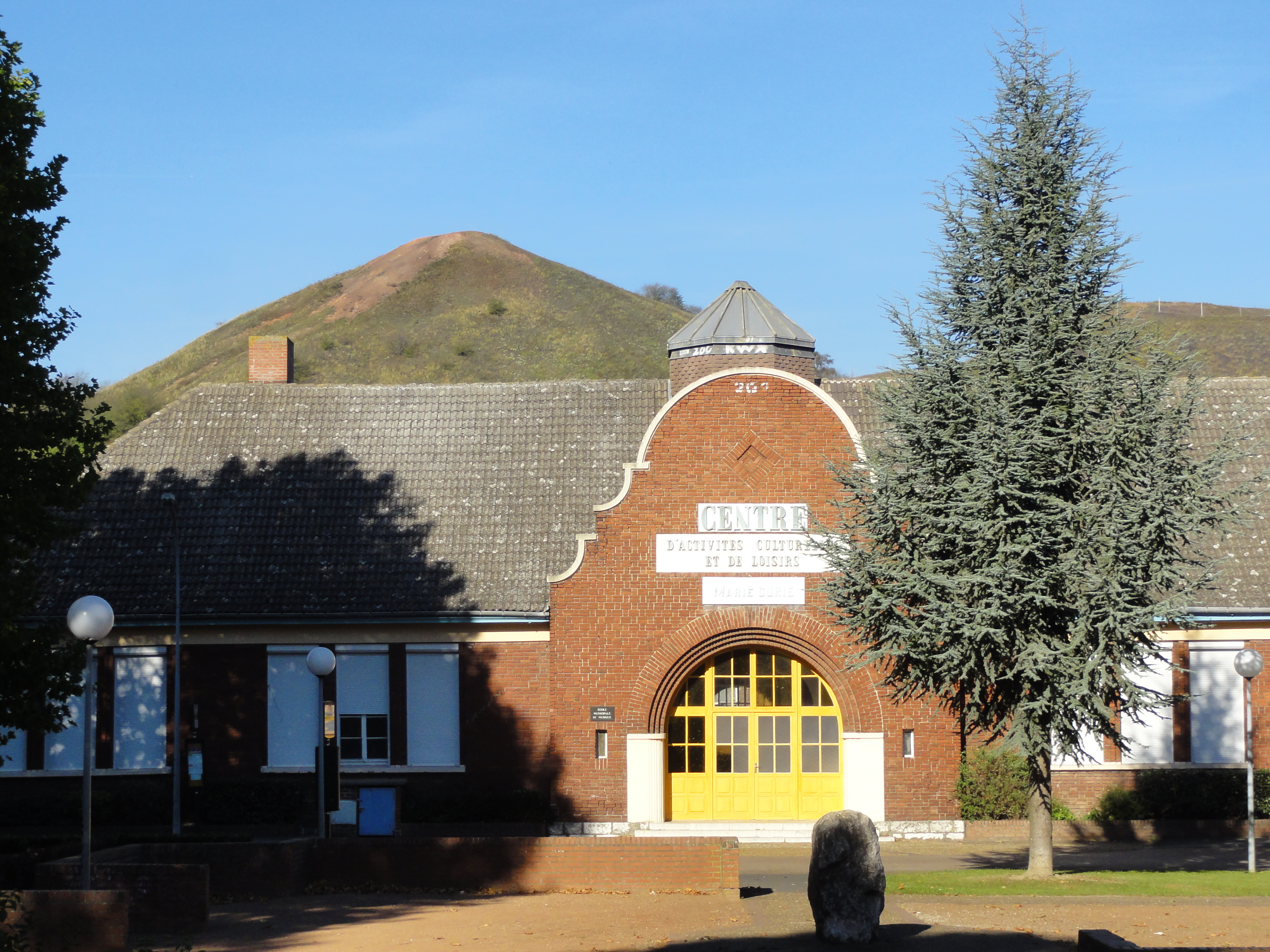
Le centre culturel Marie-Curie.

#### Autres lieux et monuments
- L'église Saint-Géry, au centre-ville.
- Le monument aux morts commémorant les morts de la Première Guerre mondiale et celui commémorant les morts des autres conflits, la Seconde Guerre mondiale, la guerre d'Indochine et la guerre d'Algérie[55].

### Personnalités liées à la commune
- François Ludo (1930-1992, footballeur, né dans la commune.
- Éric Sikora (1968-), footballeur professionnel, est joueur de l'US Rouvroy de 1976 à 1980.
- David Caude (1974-), grimpeur qui a obtenu la 3e place au niveau mondial (2003) et deux titres de champion de France d'escalade (1998, 2000) a débuté à l'ACCES Escalade Rouvroy, dès la création de l'association[réf. nécessaire].

### Héraldique
| Blason de Rouvroy | Blason  | D'azur à l'épi de blé d'or mouvant de la pointe; mantelé de gueules, à deux pics de mineur d'or passés en sautoir mouvant de la pointe et brochant sur la partition ; au chef d'azur soutenu d'or et chargé de l'inscription « ROUVROY » d'argent. |
| Blason de Rouvroy | Détails | Le statut officiel du blason reste à déterminer. |

## Pour approfondir

#### Bases de données, dictionnaires et encyclopédies
- Ressources relatives à la géographie :   - Insee (communes)
  - Ldh/EHESS/Cassini
- Ressource relative à plusieurs domaines :   - Annuaire du service public français
- Notices d'autorité :   - BnF (données)